# Karriere

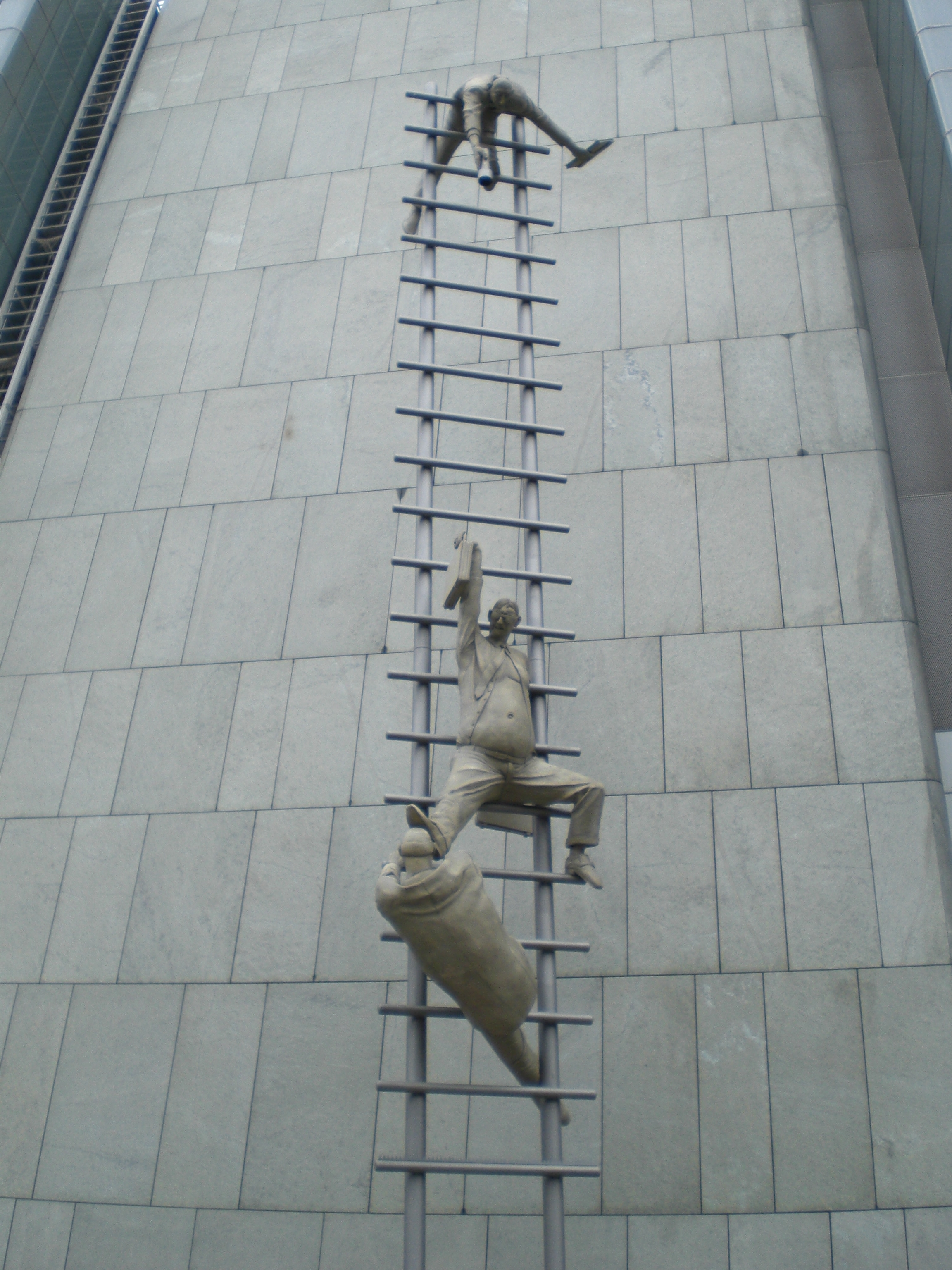
Skulptur Karriereleiter von Peter Lenk

Die Karriere oder berufliche Laufbahn (von französisch carrière; englisch career) ist die persönliche Laufbahn eines Menschen in seinem Berufsleben. In der betrieblichen Personalarbeit versteht man unter Karriere „jede betriebliche Stellenfolge einer Person im betrieblichen Stellengefüge“. Seit den 1990er Jahren wird in der Karriereforschung davon ausgegangen, dass Karrieren verstärkt (wenn nicht sogar überwiegend) jenseits organisationaler Grenzen stattfinden.
Umgangssprachlich bezeichnet der Begriff in der Regel einen beruflichen Aufstieg (einen Weg nach oben), d. h., der Begriff Karriere wird häufig verbunden mit Veränderung der Qualifikation und Dienststellung sowie einem wirtschaftlichen und / oder sozialem Aufstieg.

## Begriffsgeschichte
Das Wort Karriere bedeutet dem Wortsinn nach „Fahrstraße“ (lateinisch carrus „Wagen“). Der Begriff im exakten Sinne bezeichnet also jegliche berufliche Laufbahn, ganz gleich ob sie als Auf- oder Abstieg wahrgenommen wird. Strittig ist jedoch, ob nicht auch andere Bewegungen in einem sozialen Raum über die Zeit hinweg als Karrieren betrachtet werden sollten.
Durch die Ständegesellschaft waren die Karrieremöglichkeiten (wie überhaupt die Möglichkeit einer freien Berufswahl) eng begrenzt. Karriere am Fürstenhof oder beim Militär konnten in der Regel nur Adlige machen. Zu den wenigen Ausnahmen zählte der niedere Klerus. Das änderte sich seit dem späten 18. Jahrhundert mit der zunehmend freien Berufswahl, dem Abbau von Standesprivilegien und der Entstehung von Verwaltungsorganisationen und großen Unternehmen. Seither kann man Karrieren als den Versuch ansehen, sich eine Identität aufzubauen (Niklas Luhmann spricht hier von einer „Identität ohne Identität“).
Die Karriereforschung war ursprünglich ein soziologisches Fach. Max Weber und Karl Mannheim betonten den strukturellen Aspekt der Karriere, d. h., die vorgegebene Stellenhierarchie in bürokratischen Organisationen, die planmäßige und überschaubare Aufstiegswege vorgab. Die Chicagoer Schule der Soziologie entwickelte zu Beginn der 1920er Jahre ihr biographisches Life-History-Konzept weiter, indem sie die strukturellen mit den subjektiven Aspekten von Karriere verband, hielt aber an der Sequenzialität des Karrierebegriffs fest. Erst Howard S. Becker bezeichnete alle Formen von Aufwärts-, Abwärts- oder seitlicher Mobilität einschließlich der informellen (z. B. kriminellen) Berufswege als „Karrieren“.
Seit den 1950er Jahren wird sie zunehmend durch die Psychologie geprägt. Donald E. Super, ein Pionier der Laufbahnforschung, kombinierte den Karrierebegriff mit entwicklungspsychologische Ansätze auf und formulierte in seinem ersten Hauptwerk Psychology and Careers (1957) fünf Laufbahnstadien, die als Entwicklungsaufgaben typischerweise in einem bestimmten Lebensalter – allenfalls etwa früher oder später – zu bewältigen sind. Er zeigte, wie ein Mensch im Laufe seiner Entwicklung seinen verschiedenen Rollen (Beruf, Freizeit, Eltern) gerecht wird, die das soziale Umfeld und der Lebensraum erfordern. Dieses Konzept ist allerdings stark normativ geprägt; Supers Laufbahnstadien erscheinen aus heutiger Sicht wie ein Musterlebenslauf. „Atypische“ Karrieren waren in seinem funktionalistischen Konzept nicht vorgesehen. Diese werden z. B. als protean career (d. h. autonom gestaltete Karriere) nach Douglas T. Hall oder als boundaryless career (grenzenlose Karriere) nach Michael B. Arthur bezeichnet.
Der Organisationspsychologe Edgar Schein unterscheidet persönlichkeitsabhängig verschiedene Karriereanker, d. h. verschiedene Motivationen und Präferenzen, die die Entwicklung und Planung der persönlichen beruflichen Laufbahn beeinflussen bzw. für die individuelle Zufriedenheit mit dem beruflichen Weg förderlich sind oder wären. Dabei muss der Ansporn für berufliche Veränderungen oder für die Wahrung der beruflichen Situation nicht im wirtschaftlichen oder sozialen Aufstieg bestehen, sondern kann auch in der Vereinbarkeit von Beruf und Privatleben oder anderen Faktoren begründet sei.
Pierre Bourdieu schuf mit dem Begriff der Laufbahnklasse einen Begriff zur Typisierung von Aufstiegs- oder Abstiegsmustern in Abhängigkeit von Klassenzugehörigkeit und institutionellen Mechanismen der sozialen Öffnung und Schließung.
Seit den 1990er Jahren werden immer mehr empirische Forschungsergebnisse zur Sequenzanalyse von Karrieren sowie zu Karrierebedingungen von Frauen und ihren Hemmnissen vorgelegt. Obwohl es Indizien dafür gibt, dass Karrieren komplexer werden, hat die Anzahl an Jobwechseln seit 1984 nicht zugenommen (nimmt man innerorganisationale und intraorganisationale zusammen, haben sie sogar abgenommen) und die Zufriedenheit mit dem Karriereerfolg ist konstant geblieben. Der Einkommenszuwachs durch einen zusätzlichen Jobwechsel hat jedoch abgenommen.

## Begriffsverwendung
- In der beruflichen Laufbahn wird zwischen dem Aufstieg in der Unternehmenshierarchie (z. B. Managementkarriere) und einer Fachkarriere (d. h. dem Aufstieg in einer Expertenlaufbahn) unterschieden,[17] Sonderformen sind die „Projektkarriere“ (als Karriereform mit wechselnden Projektleitungen in wechselnden Zusammenhängen, teilweise mit dem Ziel, später eine Führungsaufgabe zu übernehmen, die sich aus einem Projekt ergibt)[18] und einer „Mosaikkarriere“[19] bei der nacheinander wechselnde Aufgabenstellungen in einem Unternehmen (vom Einkäufer über Vertriebsaufgaben zum Personalreferenten) übernommen werden, teilweise auch als „cirumferential career“[20] oder „boundaryless career“[2] bezeichnet.
- Wenn ein erfolgreicher Amateur im Sport oder einem anderen Gebiet sich beruflich ganz auf diesen Bereich konzentriert und als Profi seinen Lebensunterhalt allein damit verdient, spricht man auch von einer "Profikarriere", zum Beispiel als Boxer, Tennisspieler oder Schlagersänger.
- Wenn sich eine Person erfolgreich in einem neuen Betätigungsfeld betätigt, ohne die klassische Berufsausbildung dafür zu besitzen, ist von einer Karriere als Quereinsteiger die Rede.
- Die Karriere von Beamten und Soldaten in Deutschland folgt dem Laufbahnprinzip.
- Im übertragenen Sinne kann man im kriminellen Milieu beispielsweise auch von einer "Drogenkarriere" oder einer "Verbrecherkarriere" sprechen.
- Risikokarrieren sind Lebensläufe von Jugendlichen, die seit früher Jugend mit Problemen im Elternhaus, Missbrauch, ADHS oder Heimaufenthalten konfrontiert sind.
- Der vollständige berufliche Umstieg aus einem bisher ausgeübten Berufsfeld in ein anderes wird als Zweite Karriere bezeichnet, wobei damit zumeist auch der Wechsel der Organisation und der Anstellungsbedingungen verbunden ist, z. B. von der angestellten IT-Managerin zur Inhaberin eines Weinguts, vom freiberuflichen TV-Moderator zum Rettungssanitäter, vom Vertriebsleiter zum Geistlichen, von der Zeitsoldatin zur Inhaberin einer Buchhandlung etc.[21][22] teilweise kann dies auch mit einer Umschulung nach einer betriebsbedingten Entlassung verbunden sein

Auch die Formen der Karriere werden unterschiedlich benannt. Neben vertikalen finden sich immer mehr horizontale oder Patchwork-Karrieren. Eine Karriere, die besonders schnell beginnt, wird umgangssprachlich auch als „Senkrechtstart“ bezeichnet, die Betreffenden als „Senkrechtstarter“ oder – vor allem im Musikbereich – als „Shooting Star“.
Eine Karriere, die über viele Jahre in einem Unternehmen stattfindet und über mehrere hierarchische Ebenen nach oben führt, bezeichnet man als „Kaminkarriere“. Was früher üblich war und Stetigkeit ausgedrückt hat, birgt heute Gefahren, da man bei einem Jobwechsel oft „Firmenblindheit“ und mangelnde „Flexibilität“ unterstellt, wenn man zu lange nur eine Unternehmenskultur erlebt hat. Zudem stellen die sich wandelnden Erwartungen in der Mitarbeiterschaft auch Unternehmen vor die Herausforderung, andere Karriereperspektiven zu offerieren. Insofern bieten viele Unternehmen inzwischen auch andere Karrieremodelle an, z. B. die bereits benannte Projektkarriere oder auch „horizontale Karrieren“ und „Fachkarrieren“. Dabei rekurrieren Unternehmen und Forschung auf die Tatsache, dass Karriereentwürfe und -verläufe eine Funktion aus individuellen Vorlieben und Eigenschaften, gegebenen Möglichkeiten und Unterstützung aus dem sozialen Umfeld sind.
Umgekehrt spricht man von einem „Karriereknick“, wenn sich der berufliche Aufstieg abrupt verlangsamt, und von einer „Karrierefalle“, wenn in einer beruflichen Situation wenig Aussicht auf Fortkommen besteht, etwa weil ein Arbeitsplatz wenig Entwicklungsmöglichkeit bietet, die eigene Kompetenzbasis nicht mehr zum beruflichen Anforderungsprofil passt, die persönliche Reputation das berufliche Fortkommen behindert oder eine vorangehende berufliche Entscheidung negative Auswirkungen auf die Karriere zeigt. Den Einsatz, den ein Mensch zeigt, um sein eigenes berufliches Vorankommen anzutreiben, bezeichnet man umgangssprachlich manchmal auch als englisch Self-promotion ‚Eigenwerbung‘.
Ein Paar (Ehepaar, Lebenspartner), bestehend aus zwei beruflich ehrgeizigen Menschen, das versucht, seine Karrieren „unter einen Hut“ mit der gemeinsamen Lebensplanung (z. B. gemeinsamer Wohnort) zu bringen, nennt man „Doppelkarrierepaar“ (engl. dual career couple). Teilweise wird inzwischen auch über eine „zweite Karriere“ gesprochen, wenn z. B.
- Profisportler oder Zeitsoldaten im Anschluss an die erste Karriere einen Umstieg in ein anderes Berufsfeld vornehmen (vom Fußballspieler zum Versicherungskaufmann/das Beispiel Uwe Seeler, von der Weltranglisten-Tennisspielerin zur Unternehmensberaterin/Das Beispiel Vera-Carina Elter[34])
- Pensionäre ihre berufsaktive Laufbahn verlängern, in dem sie sich z. B. als Senior-au pairs oder als Senior-Experten verdingen[35][36]
- Menschen ihre englisch Midlife-Crisis ‚Lebenskrise im mittleren Alter‘ dazu nutzen, aus einer Management-Laufbahn auszusteigen und als Schuhmacher oder LKW-Fahrer zu arbeiten.[37][38][39]

## Zielsetzungen
Die Vorstellungen darüber, welche Entwicklungsschritte und Zielsetzungen als Karriere anzustreben seien, sind kulturell und individuell verschieden und können sich von einer Generation zur nächsten ändern. Als Standardvorstellung von Karriere im Zusammenhang mit einem unbefristeten Beschäftigungsverhältnis (etwa dem sogenannten Normalarbeitsverhältnis) gilt insbesondere der Aufstieg in der Hierarchie des Unternehmens bzw. der Organisation sowie der Gesellschaft allgemein (siehe auch Beförderung, Sozialer Aufstieg), verbunden mit entsprechenden finanziellen Vorteilen. Diese können die Form von Arbeitsentgelt, aber auch von Sozialleistungen oder geldwerten Vorteilen (Firmenwagen, Mobiltelefon usw.) annehmen.
Bei stärker veränderlichen Bedingungen und flacheren Hierarchien kommt durch die Verbesserung und Aufrechterhaltung des eigenen Marktwerts auf dem Arbeitsmarkt (der Employability), so auch dem lebenslangen Lernen eine wachsende Bedeutung zu. In zunehmendem Maße wird auch die Work-Life-Balance (etwa im Hinblick auf die Wahl von Arbeitsumfang, Arbeitszeiten und Arbeitsort) als entscheidender Bestandteil einer Karriere genannt.

## Karriereberatung
Um Menschen in ihren beruflichen Entscheidungen zu unterstützen, können spezialisierte Berater als Unterstützung gefragt werden. Im Rahmen eines Coaching oder anderer Interventionen werden dabei Karriereziele erörtert, die Stärken und Grenzen der ratsuchenden Person definiert und anschließend Handlungsmöglichkeiten bestimmt, z. B. die Option für eine bestimmte ergänzende Fortbildung zum Erwerb fehlender Qualifikationen, Bewerbungen bei anderen Arbeitgebern oder auch das Verlassen des Berufsfelds und eine neue berufliche Orientierung im Sinne einer „zweiten Karriere“. Zentral hierbei ist das berufliche Selbstverständnis (Working identity im Sinne von Herminia Ibarra) und die bei einer Person vorhandenen Kompetenzen, Qualifikationen und Motivationen (d. h. Wunsch nach einem bestimmten Einkommensniveau oder bestimmten Aufgabenfeldern, Suche nach sozialer Anerkennung, Wunsch nach Einfluss und Macht etc.). Hierfür können Motivationsmodelle wie z. B. nach David McClelland oder „Big Five for Life“ oder auch die Karriereanker nach Edgar Schein in Betracht kommen.

### Sachliteratur oder Andere
- Herminia Ibarra: Working identity: unconventional strategies for reinventing your career. Harvard Business School Press, Boston, MA 2004, ISBN 978-1-59139-413-6 (englisch).
- Andrew Davidson (Hrsg.): 1000 CEOs. DK Publishing, London ; New York 2009, ISBN 978-0-7566-4170-2 (englisch, archive.org).
- Tomas Bohinc: Karriere machen ohne Chef zu sein: Praxisratgeber für eine erfolgreiche Fachkarriere (= Business). GABAL-Verlag, Offenbach 2010, ISBN 978-3-89749-807-5.
- Felix Bühlmann: Aufstiegskarrieren im flexiblen Kapitalismus. VS Verlag für Sozialwissenschaften, Wiesbaden 2010, ISBN 978-3-531-17219-4, doi:10.1007/978-3-531-92224-9.
- Heiko Mell: Spielregeln für Beruf und Karriere: Erfolgreich durchs Berufsleben. Springer Berlin Heidelberg, Berlin, Heidelberg 2013, ISBN 978-3-642-41547-0, doi:10.1007/978-3-642-41548-7.
- Nancy Collamer: Second-Act Careers: 50+ Ways to Profit from Your Passions During Semi-Retirement. Potter/Ten Speed/Harmony/Rodale, Erscheinungsort nicht ermittelbar 2013, ISBN 978-1-60774-382-8 (englisch).
- Heiko Mell: Erfolgreiche Karriereplanung: Praxistipps für Bewerbung, Beruf und Karriere vom erfahrenen Personalberater. Springer Berlin Heidelberg, Berlin, Heidelberg 2014, ISBN 978-3-642-54260-2, doi:10.1007/978-3-642-54261-9.
- Dorian Hartmuth: So entsteht Ihre große Karriere: Prominente Führungspersönlichkeiten erklären, was wirklich zählt. Springer Fachmedien Wiesbaden, Wiesbaden 2015, ISBN 978-3-658-09184-2, doi:10.1007/978-3-658-09185-9.
- Steffen W. Hillebrecht: Das Phänomen der zweiten Karriere: Muster, Motivationen und Konsequenzen für Betroffene und Karriereberatung (= Personal und Organisation. Band 33). Lit, Berlin Münster 2019, ISBN 978-3-643-14361-7.

### Fachliteratur
- Rosina M. Gasteiger: Selbstverantwortliches Laufbahnmanagement: das proteische Erfolgskonzept (= Wirtschaftspsychologie). Hogrefe, Göttingen Bern Wien 2007, ISBN 978-3-8017-2087-2.

- Vera Friedli: Betriebliche Karriereplanung. In: Norbert Thom, Robert J. Zaugg (Hrsg.): Moderne Personalentwicklung. Gabler, Wiesbaden 2007, ISBN 978-3-8349-0511-6, S. 245–261, doi:10.1007/978-3-8349-9318-2_14.
- Anja Gerlmaier et al. (Hrsg.): Praxishandbuch lebensphasenorientiertes Personalmanagement: Fachkräftepotenziale in technischen Entwicklungsbereichen erschließen und fördern. Springer Fachmedien Wiesbaden, Wiesbaden 2016, ISBN 978-3-658-09197-2, doi:10.1007/978-3-658-09198-9.
- Peter Bechtel, Detlef Friedrich, Andrea Kerres (Hrsg.): Mitarbeitermotivation ist lernbar: Mitarbeiter in Gesundheitseinrichtungen motivieren, führen, coachen. Springer Berlin Heidelberg, Berlin, Heidelberg 2018, ISBN 978-3-662-54420-4, doi:10.1007/978-3-662-54421-1.
- Simone Kauffeld, Daniel Spurk (Hrsg.): Handbuch Karriere und Laufbahnmanagement (= Springer Reference Psychologie). Springer Berlin Heidelberg, Berlin, Heidelberg 2019, ISBN 978-3-662-48749-5, doi:10.1007/978-3-662-48750-1.
- Anita Graf et al.: Lebenszyklusorientierte Personalentwicklung: Leistungsfähigkeit, Leistungsbereitschaft und lebenslanges Lernen stärken. Springer Fachmedien Wiesbaden, Wiesbaden 2024, ISBN 978-3-658-45246-9, doi:10.1007/978-3-658-45245-2.

### Ältere Werke
- Donald E. Super: The Psychology of Careers. Harper & Row, New York 1957 (englisch, archive.org).
- Douglas T. Hall: Careers In and Out of Organizations (= Foundations for Organizational Science). SAGE, Thousand Oaks, CA 2002, ISBN 978-0-7619-1547-8 (englisch, archive.org).